# Берндт Бусс
Берндт Бусс (нім. Berndt Buß; 12 вересня 1882, Штайнвер — 9 березня 1917, Ла-Манш) — німецький офіцер-підводник, капітан-лейтенант кайзерліхмаріне.

## Біографія
10 квітня 1901 року вступив на флот. Учасник Першої світової війни. З 22 квітня 1916 року і до кінця життя — командир підводного човна SM U-48.
Всього за час бойових дій потопив 19 кораблів загальною водотоннажністю 46 709 тонн, захопив як приз 2 кораблі (5904 тонни) і пошкодив 1 корабель (180 тонн).
| Дата           | Назва корабля          | Тип                   | Тоннаж | Вантаж               | Загиблі | Країна              |
| -------------- | ---------------------- | --------------------- | ------ | -------------------- | ------- | ------------------- |
| 6 липня 1916   | Pendennis (приз)       | Пароплав              | 2,123  |                      | 0       | Британська імперія  |
| 2 жовтня 1916  | Lotusmere              | Пароплав              | 3,911  | Вугілля              | 0       | Британська імперія  |
| 4 жовтня 1916  | Brink                  | Пароплав              | 1,391  | Пиломатеріали        | 0       | Норвегія            |
| 6 жовтня 1916  | Suchan (приз)          | Пароплав              | 3,781  |                      | 0       | Російська імперія   |
| 6 жовтня 1916  | Tuva                   | Пароплав              | 2,270  | Деревина             | 0       | Швеція              |
| 29 грудня 1916 | Tuskar                 | Пароплав              | 3,042  | Шкури і шкіри        | 0       | Російська імперія   |
| 6 січня 1917   | Alphonse Conseil       | Пароплав              | 1,591  | Різні товари         | 0       | Франція             |
| 6 січня 1917   | Ville Du Havre         | Пароплав              | 5,026  |                      |         | Франція             |
| 7 січня 1917   | Borgholm               | Пароплав              | 1,719  | Вугілля              | 0       | Норвегія            |
| 7 січня 1917   | Evangelos              | Пароплав              | 3,773  | Вино та еспарто      |         | Грецьке королівство |
| 8 січня 1917   | Tholma                 | Пароплав              | 1,896  | Вугілля              | 0       | Норвегія            |
| 12 січня 1917  | Emeraude               | Вітрильник            | 183    |                      |         | Франція             |
| 12 січня 1917  | Vestfold               | Пароплав              | 1,883  | Вугілля              | 0       | Норвегія            |
| 14 січня 1917  | Sydney                 | Пароплав              | 2,695  | Вугілля              | 0       | Франція             |
| 16 січня 1917  | Esperanca              | Пароплав              | 4,428  | Баласт               | 0       | Норвегія            |
| 19 січня 1917  | Nailsea Court          | Пароплав              | 3,295  | Залізна руда         | 0       | Британська імперія  |
| 3 березня 1917 | Connaught              | Пасажирський пароплав | 2,646  |                      | 3       | Британська імперія  |
| 4 березня 1917 | Adelaide (пошкоджений) | Вітрильник            | 180    | Баласт               | 0       | Британська імперія  |
| 4 березня 1917 | The Macbain            | Вітрильник            | 291    | Баласт               | 0       | Британська імперія  |
| 7 березня 1917 | Navarra                | Пароплав              | 1,261  | Деревна маса і папір | 19      | Норвегія            |
| 9 березня 1917 | Abeja                  | Вітрильник            | 174    | Баласт               | 0       | Британська імперія  |
| 9 березня 1917 | East Point             | Пароплав              | 5,234  | Генеральні вантажі   | 0       | Британська імперія  |

## Звання
- Морський кадет (10 квітня 1901)
- Фенріх-цур-зее (22 квітня 1902)
- Лейтенант-цур-зее (29 вересня 1905)
- Оберлейтенант-цур-зее (30 березня 1908)
- Капітан-лейтенант (22 березня 1913)

## Нагороди
- Залізний хрест 2-го і 1-го класу